# César Araújo
César Nahuel „Cachete” Araújo Vilches (ur. 2 kwietnia 2001 w Montevideo) – urugwajski piłkarz występujący na pozycji defensywnego pomocnika, reprezentant Urugwaju, od 2022 roku zawodnik amerykańskiego Orlando City.
Jest bratem Maximiliano Araújo, również piłkarza.